# Euarestoides dreisbachi
Euarestoides dreisbachi är en tvåvingeart som beskrevs av Foote 1958. Euarestoides dreisbachi ingår i släktet Euarestoides och familjen borrflugor. Inga underarter finns listade i Catalogue of Life.